# Ербил (покрајина)
Ербил је једна од покрајина Ирачког Курдистана. Управно седиште је град Ербил, а покрајина има око 2.000.000 становника. Налази се на северу Ирака, односно у средишњем делу Ирачког Курдистана, уз границу са Турском и Ираном. Становништво чине углавном Курди, а мањим делом и Асирци, Арапи и Туркмени. 

## Окрузи покрајине
- Ербил
- Соран
- Кеј Санџак
- Махмур
- Меркасур
- Шаклава
- Чоман
- Равандуз
- Хабат
- Дашти Хавлер